# Habitatge al carrer Sant Llorenç, 24 (Sant Feliu de Llobregat)
Habitatge al carrer Sant Llorenç, 24 és un edifici desaparegut de Sant Feliu de Llobregat (Baix Llobregat) inclòs en l'Inventari del Patrimoni Arquitectònic de Catalunya.

## Descripció
Era una edificació de planta rectangular, precedida d'un passeig flanquejat per un portal que separava el mas del carrer. La façana principal era perpendicular a l'eix del vial. La casa, que dataria inicialment dels segles X-XI, tindria en els seus orígens funció d'hostatgeria (suposadament al costat del camí ral). S'hi identificaven arcs de mig punt a l'interior i a l'exterior, tapiats posteriorment amb carreus i maons. Els quatre vèrtexs superiors eren coronats amb un tipus de merlets imitant formes triangulars o piramidals. La coberta era quasi inexistent, perquè a l'interior de la casa hi havia un pati obert voltat d'arcs i que donava la distribució de les habitacions del pis superior (arcs de mig punt i escarsers). A la façana principal hi havia una finestra renaixentista i a ambdós costats esgrafiats que representaven la collita del blat i la verema, representada per un déu Bacus infant.

## Història
Cal Maset és topònim de Cal Tomaset, nom del darrer masover conegut que hi entrà en servei cap a l'any 1920. La casa havia estat anomenada anteriorment Cal Massico i Cal Bassó.